# 巨核螺
巨核螺（学名：Cancellaria gigantea），是新腹足目核螺科核螺属的一种。主要分布于台湾，常栖息在水深200－300米泥沙海底。